# Dyspyralis puncticosta
Dyspyralis puncticosta är en fjärilsart som beskrevs av Smith 1908. Dyspyralis puncticosta ingår i släktet Dyspyralis och familjen nattflyn. Inga underarter finns listade i Catalogue of Life.